# 云听
云听，是中央广播电视总台旗下的一个提供央广、国广等总台旗下节目内容及一些第三方的音频节目的音频聚合平台，该平台原名中国广播，2020年3月5日改为现名。